# Grand Erg occidental

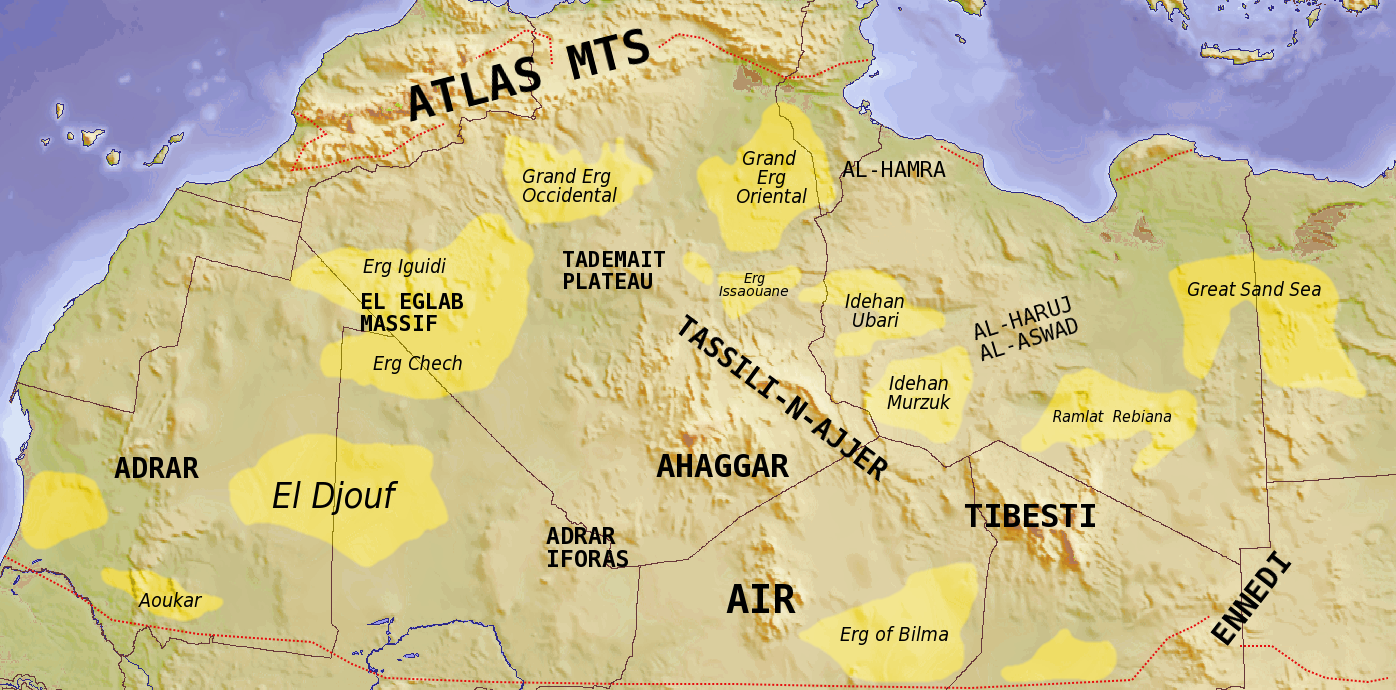
Topographie saharienne

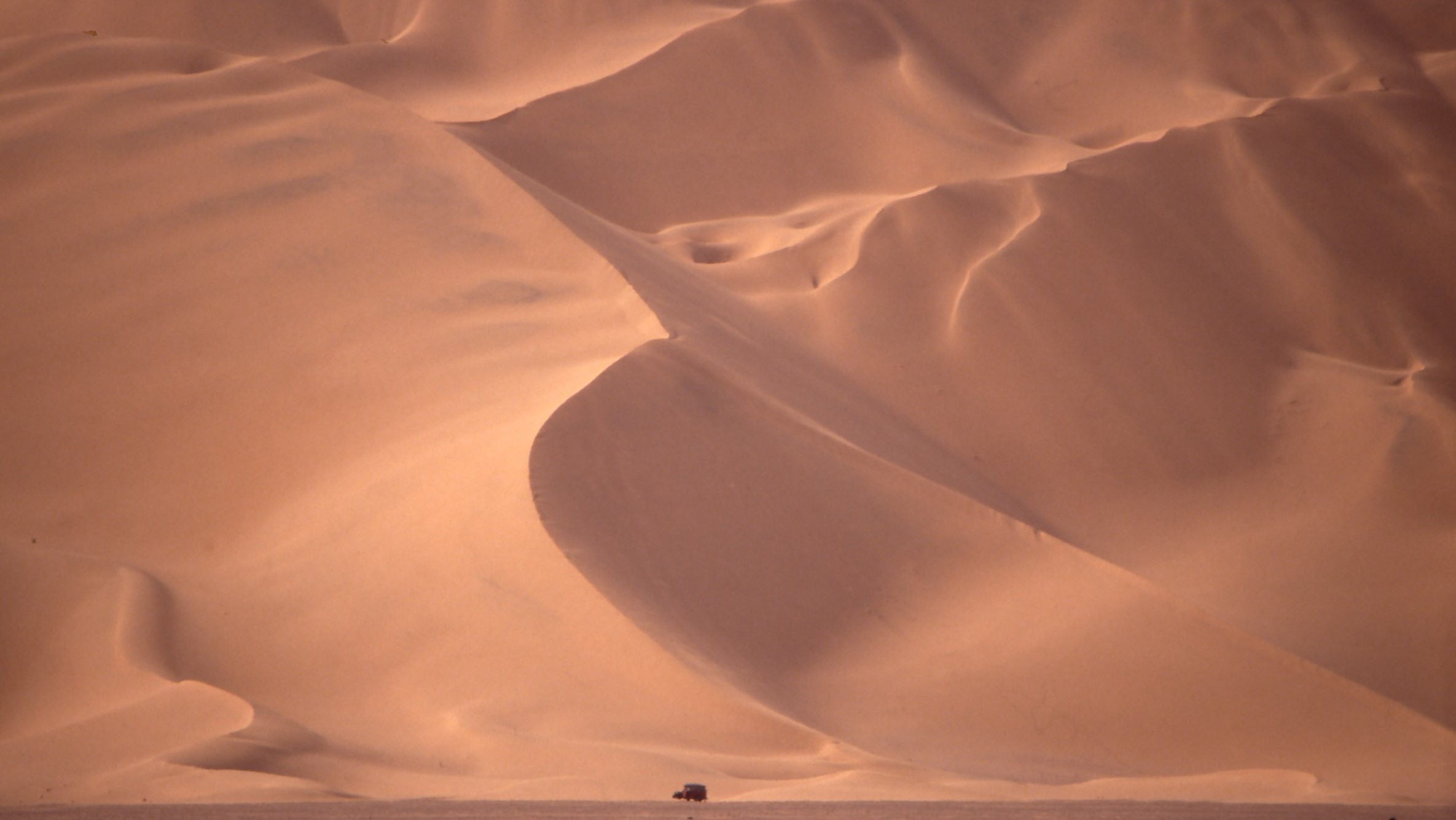
Véhicule en face d'une grande dune du Grand Erg occidental

Le Grand Erg occidental est un massif de dunes dans le Sahara algérien qui s’étend sur 78 000 km2 (dunes en croissant, culminant à près de 300 mètres de haut).
Il est limité au sud et au sud-est par le haut plateau du Tademaït, à l'ouest par l'Oued Saoura et l'Erg Er Raoui et au nord-ouest par la chaîne montagneuse de l'Atlas saharien. Au nord de cette zone dunaire se trouvent les oasis d'Igli, de Taghit et de Brezina. Le Grand Erg c'est aussi Béni Abbès, Guirzim, Kerzaz, Timoudi, les oasis du Gourara et la proximité des villes de Laghouat, Ghardaïa et Béchar.
Cette barrière apparemment infranchissable a toujours été sillonnée par les caravanes qui font la liaison entre les oasis disséminées dans les vagues de sable. Les principales villes – bordant le Grand Erg occidental – sont El Menia (aussi appelée El Goléa), Timimoun (Gourara) et Adrar (Touat).